# Susanna Gregory
Susanna Gregory, pseudonimo di Elizabeth Crunwys (1958), è un'insegnante e scrittrice britannica.
Susanna Gregory è lo pseudonimo di Elizabeth Cruwys, docente universitaria a Cambridge, che in passato ha lavorato per la polizia inglese. Scrive romanzi polizieschi ed è conosciuta per la serie di gialli medievali incentrati sulle indagini di Matthew Bartholomew, docente di medicina e investigatore nella Cambridge della metà del XIV secolo.
I suoi romanzi possono avere alcuni aspetti in comune con quelli scritti da Ellis Peters e incentrati sulla figura del monaco ed erborista benedettino Cadfael.
Il primo romanzo della serie, I segreti di Cambridge (A Plague on Both Your Houses), pubblicato nel Regno Unito nel 1996 e in Italia a partire dal 2007, è ambientato durante la Peste Nera del 1348 e i successivi romanzi hanno come oggetto i tentativi di risollevare la società dai disastri provocati dalla grande epidemia di peste.
I romanzi di Gregory analizzano dettagliatamente le condizioni di vita nel Medioevo in Inghilterra. Il protagonista, Matthew Bartholomew, insegna medicina presso il Michaelhouse College (che ora fa parte del Trinity College) e affronta lo studio dell'arte medica in maniera differente e nuova rispetto al tradizionale approccio dei suoi colleghi medici. A ciò va aggiunto che i conflitti tra gli studenti universitari e la popolazione di Cambridge molto spesso sfociano nella violenza e, quindi, si respira un clima alquanto cupo, segnato da cruenti omicidi che richiedono l'intervento del dottor Bartholomew per la soluzione degli enigmi.
Susanna Gregory, oltre alla serie di Matthew Bartholomew, giunta al diciottesimo romanzo, a partire dal 2007 ha iniziato a pubblicare romanzi ambientati appena dopo la Restaurazione di Carlo II Stuart, alla metà del XVI secolo. Protagonista di questa nuova serie, ancora inedita in Italia, è Thomas Chaloner, investigatore ed ex spia, la cui prima indagine è intitolata in inglese A Conspiracy of Violence.

## Opere

### Matthew Bartholomew
- 1996, A Plague on Both Your Houses (I segreti di Cambridge), 2007
- 1997, An Unholy Alliance (La setta di Cambridge), 2008
- 1998, A Bone of Contention (La reliquia di Cambridge), 2010
- 1999, A Deadly Brew
- 2000, A Wicked Deed
- 2001, A Masterly Murder
- 2002, An Order for Death
- 2003, A Summer of Discontent
- 2004, A Killer in Winter
- 2005, The Hand of Justice
- 2006, The Mark of a Murderer
- 2007, The Tarnished Chalice
- 2008, To Kill or Cure
- 2009, The Devil's Disciples
- 2010, A Vein of Deceit
- 2011, The Killer of Pilgrims
- 2011, Mystery in the Minster
- Murder by the Book (previsto per agosto 2012)

### Thomas Chaloner
- 2007, A Conspiracy of Violence
- 2008, Blood On the Strand
- 2008, The Butcher of Smithfield
- 2009, The Westminster Poisoner
- 2009, A Murder on London Bridge
- 2011, The Body in the Thames
- The Piccadilly Plot (previsto per gennaio 2012)